# Belga Szövetségi Parlament
A Szövetségi Parlament Belgium kétkamarás törvényhozása. A parlament egy Képviselőházból (hollandul: Kamer van Volksvertegenwoordigers, franciául: Chambre des Représentants, németül: Abgeordnetenkammer) és egy Szenátusból (hollandul: Senaat, franciául: Sénat, németül: Senat) áll, és a Nemzet Palotájában ülésezik (franciául: Palais de la Nation, hollandul: Paleis der Natie, németül: Palast der Nation).

## Fordítás
Ez a szócikk részben vagy egészben  a   Belgian Federal Parliament című angol Wikipédia-szócikk ezen változatának fordításán alapul.  Az eredeti cikk szerkesztőit annak laptörténete sorolja fel. Ez a jelzés csupán a megfogalmazás eredetét és a szerzői jogokat jelzi, nem szolgál a cikkben szereplő információk forrásmegjelöléseként.